# Adem Kılıççı
Adem Kılıççı (* 5. März 1986 in Ağrı) ist ein ehemaliger türkischer Boxer. Er nahm an den Olympischen Spielen 2008 in Peking sowie 2012 in London teil und qualifizierte sich auch für die Spiele 2016 in Rio de Janeiro.

## Boxkarriere
Adem Kılıççı’s größter Erfolg im Nachwuchsbereich war der zweite Platz bei der Kadetten-Europameisterschaft 2001 in Liverpool. Zudem war er jeweils Viertelfinalist der Kadetten-Europameisterschaft 2002 und der Kadetten-Weltmeisterschaft 2002.
Ab 2004 boxte er beim Fenerbahçe SK und gewann noch im selben Jahr die Silbermedaille im Weltergewicht bei den World University Championships in Antalya, nachdem er erst im Finale gegen Serhij Derewjantschenko unterlegen war. Sein nächster Erfolg war der Gewinn einer Bronzemedaille im Weltergewicht bei der EU-Meisterschaft 2007 in Dublin, nach einer Niederlage im Halbfinale gegen Xavier Noël. Er konnte daraufhin an der Weltmeisterschaft 2007 in Chicago teilnehmen, siegte gegen Yoshiyuki Hirano, Scherali Mamadalijew und Vitalie Grușac, ehe er im Halbfinale gegen den späteren Weltmeister Demetrius Andrade mit einer Bronzemedaille im Weltergewicht ausschied.
Mit diesem Erfolg war er für die Olympischen Spiele 2008 in Peking qualifiziert, wo er in der Vorrunde des Weltergewichts gegen Billy Saunders unterlag. Auch bei der Europameisterschaft 2008 in Liverpool verlor er im ersten Kampf des Mittelgewichts knapp mit 6:7 gegen Eamon O’Kane.
Bei den Mittelmeerspielen 2009 in Pescara erreichte er mit Siegen gegen Mariano Hilario, Said Rachidi und Mathieu Bauderlique das Finale, wo er knapp mit 5:7 gegen Rachid Hamani unterlag und Silber im Mittelgewicht gewann. Bei der Weltmeisterschaft 2009 in Mailand siegte er in den beiden Vorrunden, scheiterte aber dann im Achtelfinale erneut an Serhij Derewjantschenko.
2010 startete er bei der Europameisterschaft in Moskau und schlug unter anderem Konstantin Buga, verlor jedoch im Viertelfinale mit 5:6 gegen Artjom Tschebotarjow. Im Jahr darauf drang er dann bei der Europameisterschaft in Ankara gegen Vitali Bondarenko, Rahib Beylarov und Dschaba Chositaschwili in das Finale des Mittelgewichts vor, wo er mit 15:18 gegen Maxim Koptjakow verlor und Vizeeuropameister wurde. Bei der Weltmeisterschaft 2011 in Baku schied er in der Vorrunde mit 11:13 gegen Stefan Härtel aus.
Im April 2012 gewann er die europäische Olympiaqualifikation in Trabzon. Er setzte sich dabei gegen Aljaž Venko, Maxim Koptjakow, Davide Faraci und Anthony Ogogo durch. Er konnte daraufhin an den Olympischen Spielen 2012 in London teilnehmen, gewann gegen Nursähet Pazzyýew und Aleksandar Drenovak, ehe er im Viertelfinale gegen den späteren Olympiasieger Ryōta Murata auf einem fünften Platz ausschied.
2013 gewann er im Mittelgewicht die Mittelmeerspiele in Mersin. Er besiegte dabei Rachid Hamani, Luca Capuano und Hosam Abdin.
Ab November 2014 startete Kılıççı im Mittelgewicht beim AIBA Pro Boxing Turnier, welches auch erstmals Profiboxern die Möglichkeit bot, sich für die Olympischen Spiele 2016 zu qualifizieren. Er siegte dabei gegen Nick Abaka, Artjom Tschebotarjow und Hosam Abdin, womit er sich für den APB-Titelkampf qualifizierte. Diesen gewann er im Januar 2015 mit einem erneuten Sieg gegen Tschebotarjow.

### Dopingvergehen
Im Juni 2016 gab der Boxweltverband der Amateure (AIBA) bekannt, dass Kılıççı nach einer erneuten Analyse von Dopingproben der Olympischen Spiele 2012, welche im Lichte neuer Technologien stattfand, positiv auf Spuren von Turinabol getestet worden sei. Die erneute Überprüfung von Proben der Olympischen Spiele 2008 und 2012 war vom Internationalen Olympischen Komitee initiiert worden, wobei man sich auf diejenigen Sportler konzentrierte, denen eine Teilnahme an den Olympischen Spielen 2016 offenstand. Kılıççı wurde vorläufig suspendiert und konnte deshalb nicht an den im August 2016 beginnenden Olympischen Spielen teilnehmen. 2017 wurde er von den Olympischen Spielen 2012 nachträglich disqualifiziert.

## Sonstiges
Adem Kılıççı war Student an der Ağrı İbrahim Çeçen University und ist mit der 1989 in Istanbul geborenen Nil Şenver verlobt. Er war zweimaliger Teilnehmer der Reality-Fernsehshow Survivor Türkiye; 2017 wurde er hinter Ogeday Girişken Zweiter, 2018 gewann er die Show mit einem Finalsieg gegen Nagihan Karadere.
Im Oktober 2019 eröffnete er in Maltepe die Fitness- und Kampfsportakademie Sportial.
Er eröffnete 2022 das Maltepe Pilates Studio.